# Eptyfibatyd
Eptyfibatyd – organiczny związek chemiczny, lek przeciwpłytkowy z grupy inhibitorów receptora glikoproteinowego IIb/IIIa i klasy RGD (arginina-glicyna-asparagnian)-mietyków. Jest cyklicznym heptapeptydem otrzymanym z białka jadu węża Sistrurus miliarus barbouri. Eptyfibatyd był trzecim, po abcyksymabie i tirofibanie, inhibitorem GPIIa/IIIb wprowadznym na rynek. Preparat eptyfibatydu Integrilin produkowany jest przez Millennium Pharmaceuticals/Schering-Plough/Essex i dystrybuowany przez GlaxoSmithKline.